# Крутов, Виталий Иванович (теплотехник)
Виталий Иванович Крутов (27 января 1922 — 26 сентября 1994) — физик, математик, профессор. Родился в Ижевске.

## Биография
В 1945 году окончил МВТУ им. Н.Э.Баумана с красным дипломом. Во время учебы на моторном отделении МАИ стал стипендиатом имени Серго Орджоникидзе. Во время войны работал токарем-револьверщиком.  Сразу после окончания МГТУ  по рекомендации Ученого  Совета был принят в аспирантуру по кафедре ДВС и по совместительству поступил на работу в Научный автомобильный и автомоторный институт.  Большую роль в становлении Виталия Ивановича как учёного сыграл его научный руководитель профессор Герман Георгиевич Калиш - крупный специалист в области двигателей внутреннего сгорания.   В 1958 году издал свой первый научный труд - учебник «Автоматическое регулирование двигателей внутреннего сгорания». С 1948 года он работал заместителем декана Тепловых и гидравлических машин (теперь факультет «Энергомашиностроение»), а в 1953 году был назначен деканом этого же факультета. Работал в МГТУ, с 1961 по 1994 годы, был заведующим кафедрой МГТУ «Теоретические основы теплотехники». Опубликовал более сотни научных работ. В 1974 году вместе с коллективом авторов получил Государственную премию СССР за издание четырёхтомного учебника «Двигатели внутреннего сгорания».
По его инициативе и при его непосредственном участии на кафедре были созданы типовая учебная лаборатория по термодинамике и теплообмену, лаборатория автоматики, первый на факультете кафедральный вычислительный центр, хорошо оборудованная специализированная аудитория, отдел проблемной лаборатории. В 1964 году назначен председателем научно-технического совета министерства и утверждается членом коллегии. Под руководством Крутова В.И. была разработана методика расчёта и построения переходных процессов нестационарных САР, описываемых нелинейными дифференциальными уравнениями с переменными коэффициентами.  

## Научная деятельность
Основатель научной школы автоматического регулирования и управления теплоэнергетических установок, доктор технических наук, профессор, заведующий кафедрой «Теоретические основы теплотехники» МГТУ с 1961 по 1994 годы, декан факультета «Энергомашиностроение» в 1953—1955 и 1961—1962 гг., заслуженный деятель науки и техники РСФСР.  В. И. Крутов являлся членом научно-редакционных советов издательства «Машиностроение», журнала «Двигателестроение», международного журнала «Современная высшая школа», членом экспертной комиссии ВАК, членом учёных советов МГТУ им. Н. Э. Баумана, факультета «Э» и ряда других организаций.